# Abadía de la Santísima Trinidad de Venosa

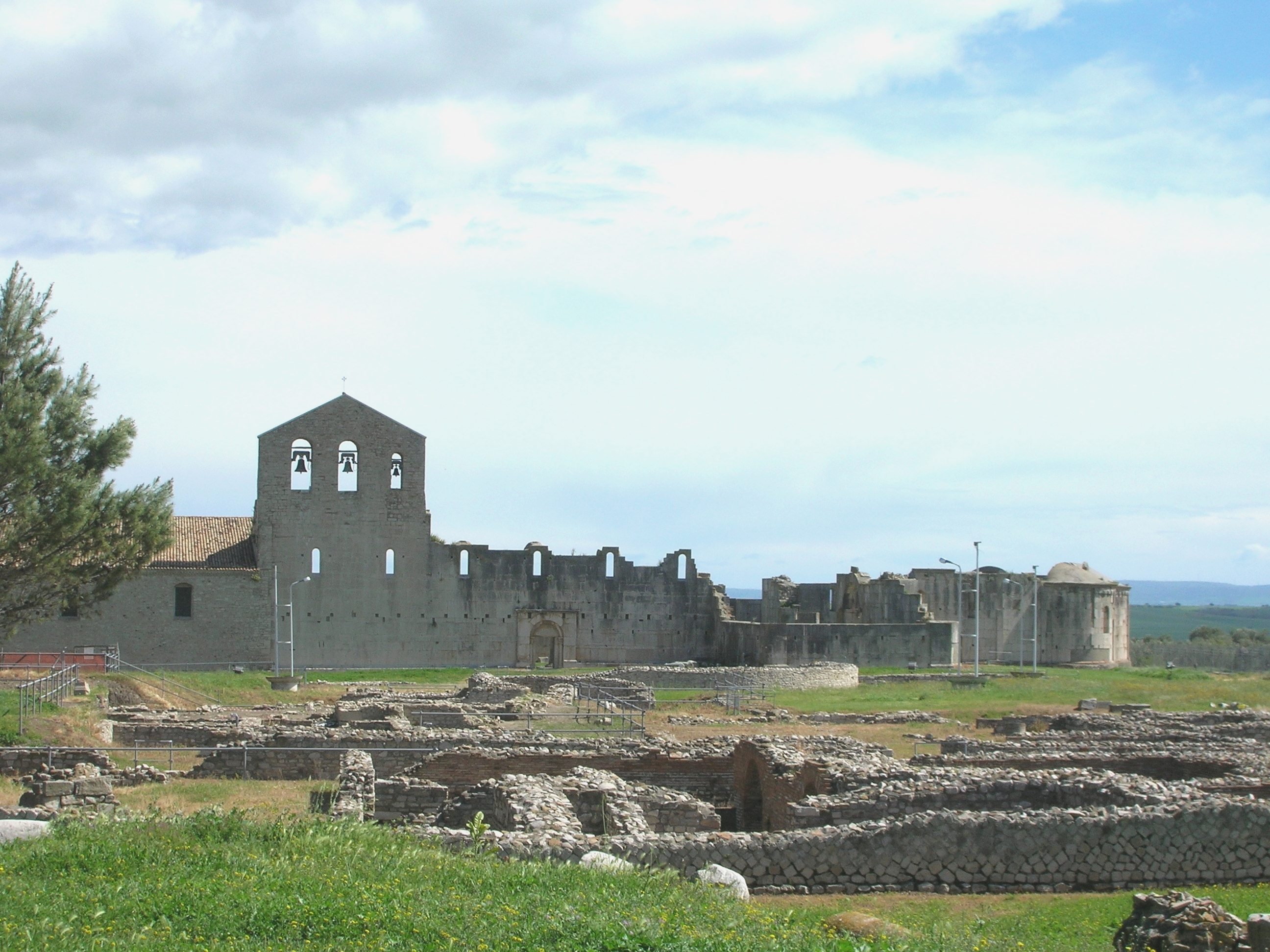
Parque arqueológico de Venosa, con los muros de la iglesia Incompiuta (centro, der) y parte de la iglesia antigua (izq, con techo rosado); adelante, restos de la Venusia romana.

La Abadía de la Santísima Trinidad, en italiano: 'Abbazia della Santissima Trinità', es una abadía católica que se encuentra  en Venosa, en la región de Vulture de la provincia de Potenza, en la región del sur de Italia denominada Basilicata. La arquitectura del complejo de la abadía presenta influencias de estilos romano, lombardo y normando. El complejo se encuentra en el Parco Archeologico ("parque arqueológico") de Venosa, a unos 1,5 km al noreste de la localidad; se encuentra en la Diócesis católica de Melfi-Rapolla-Venosa. El complejo se compone de una iglesia antigua, de fecha desconocida; los edificios del monasterio; y la "Incompiuta", la iglesia inconclusa o nueva, cuya construcción comenzó a finales del siglo XI y nunca fue terminada. El complejo fue declarado Monumento Nacional mediante un Decreto Real del 20 de noviembre de 1897. En la actualidad no es un monasterio, pero es utilizado por la Orden Trinitaria.

## Historia

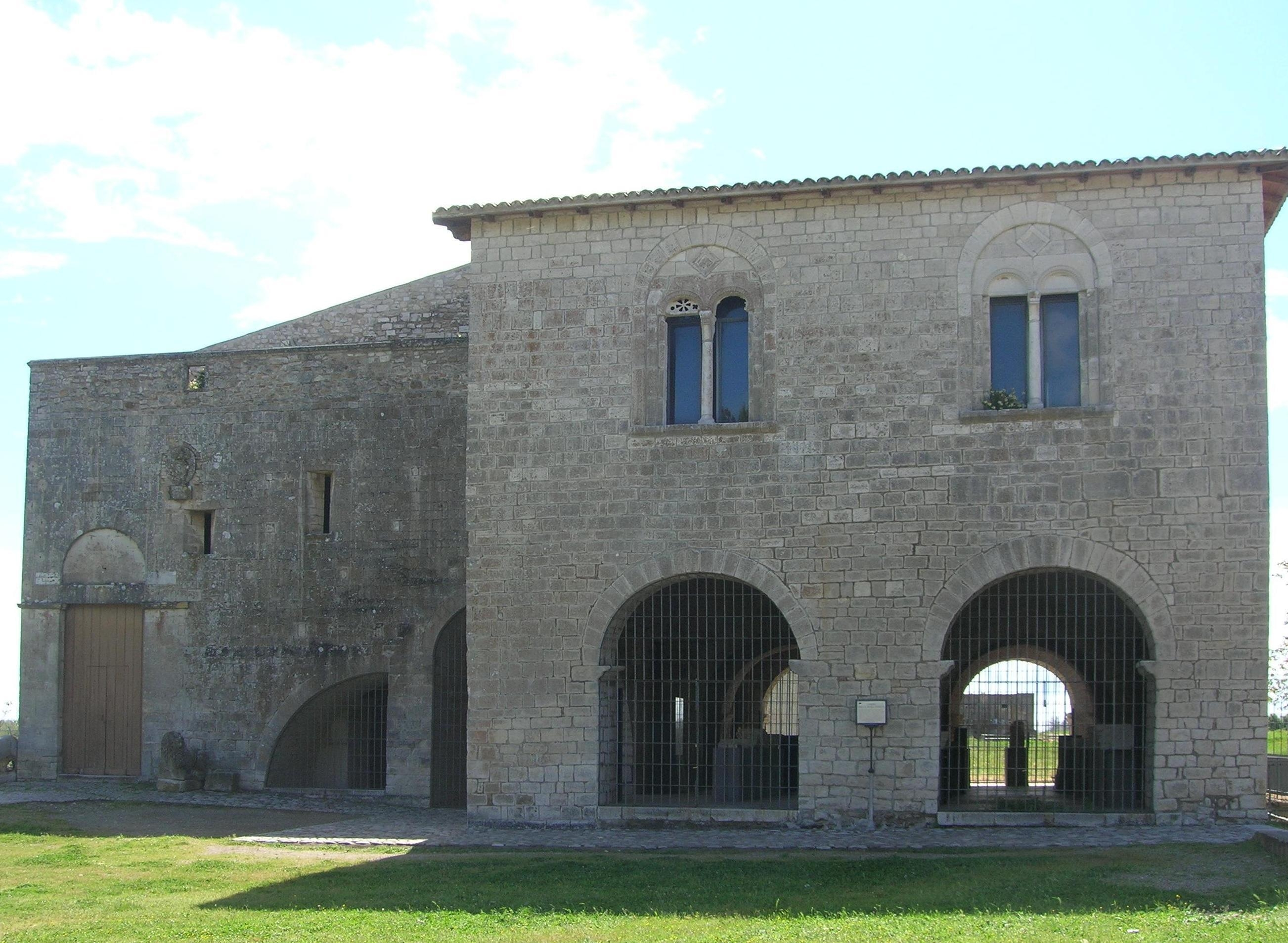
Entrada a la antigua iglesia, (izq).

Se desconoce en que fecha se construyó el monasterio; algunos elementos puede se remonten al siglo VIII. En el Chronicon Cavense de Francesco Maria Pratilli (1689-1763) fundidor, estudioso y sacerdote, se menciona como fecha de fundación el año 954. En el Concilio de Melfi en 1059, mediante una bula del papa Nicolás II, la iglesia fue transformada de catedral a abadía, y se aumentó el número de monjes de 20 a 100. Ese mismo año el papa designó a Roberto Guiscardo duque de Puglia y Calabria, y Guiscardo convirtió a la abadía en el centro religioso de sus dominios.
En 1297, alegando que la comunidad ya no era viable, el papa Bonifacio VIII ordenó que la abadía pasara de la Orden de San Benito a los Caballeros Hospitalarios u Orden de Malta.

## Construcción

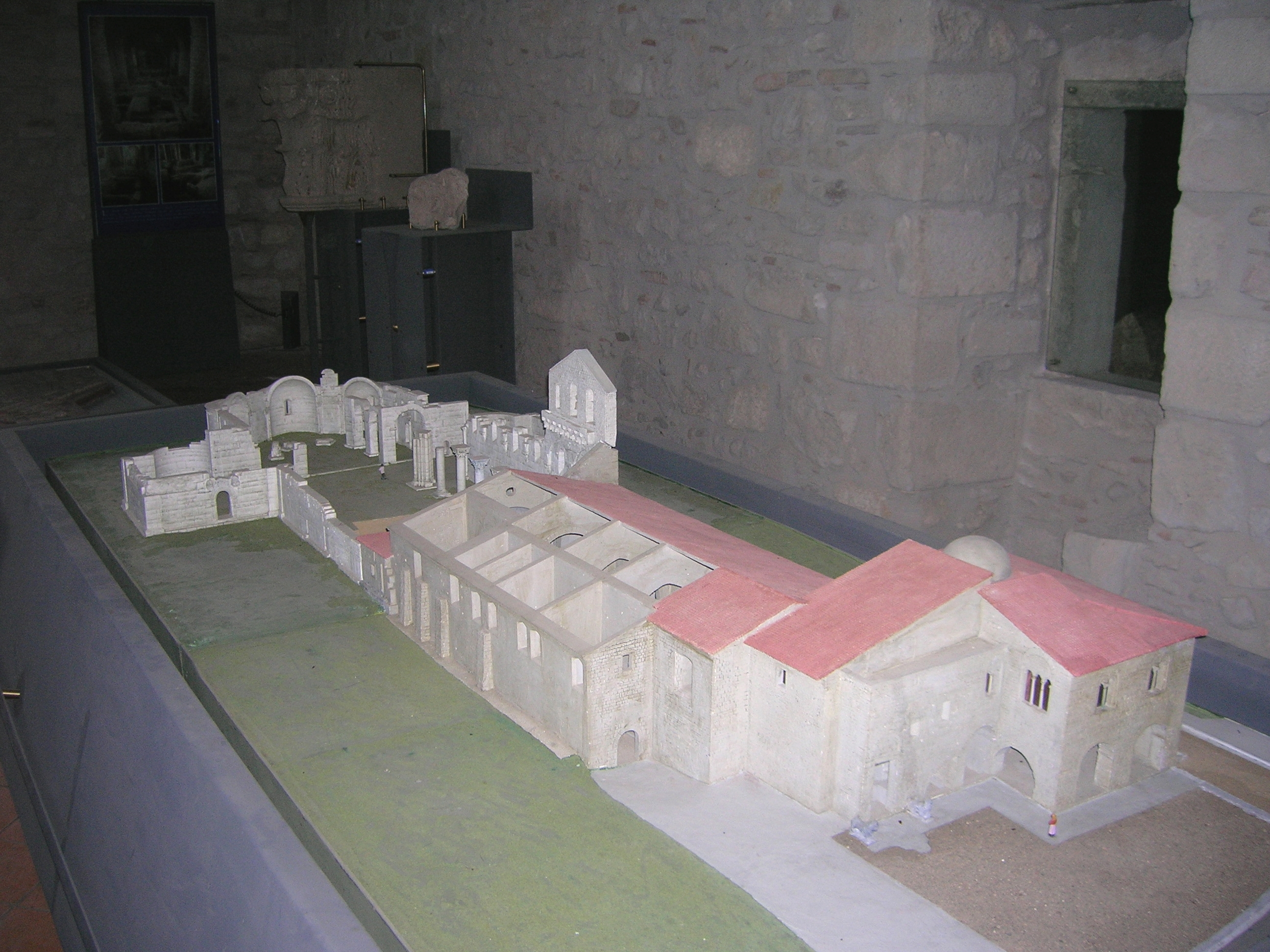
Maqueta de la abadía

La iglesia se encuentra en el lugar que ocupaba un antiguo edificio imperial romano, probablemente un domus, que posee trazas tanto de una ocupación previa republicana y una modificación posterior durante la Antigüedad tardía. Algunos muros de la iglesia se encuentran construidos directamente sobre pisos de mosaicos de la estructura primitiva.
La abadía tiene la tumba de los Altavilla, en la que están enterrados los cinco miembros de la familia normanda: Guillermo Brazo de Hierro, Drogo, Hunifredo, Guillermo del Principado y Roberto Guiscardo. Sus huesos, previamente enterrados por separado, fueron reunidos en un único monumento en mediados del siglo XVI por Agostino Gorizio Barba de Novara, bailío de la Orden de Malta.
Otro monumento fúnebre presente en la abadía es la tumba de Alberada de Buonalbergo, primera esposa de Roberto Guiscardo, que fue repudiada por la princesa  Sichelgaita de Salerno.
Al sur de la iglesia y orientada en ángulo recto con respecto a ella, se encuentran los restos de una basílica paleocristiana, probablemente construida a fines del siglo V o comienzos del VI, con una pila bautismal hexagonal en un ábside trifolio.

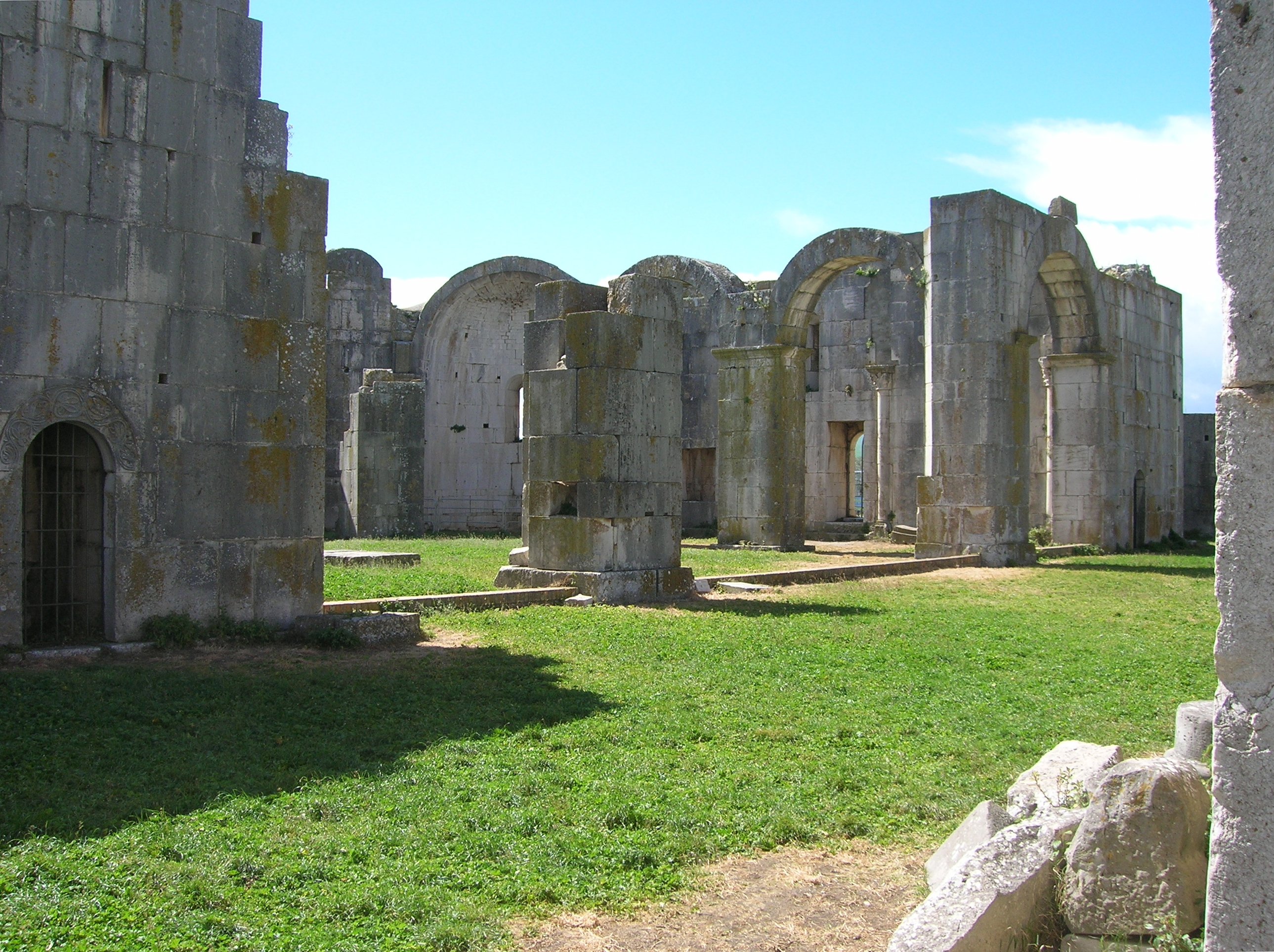
Restos
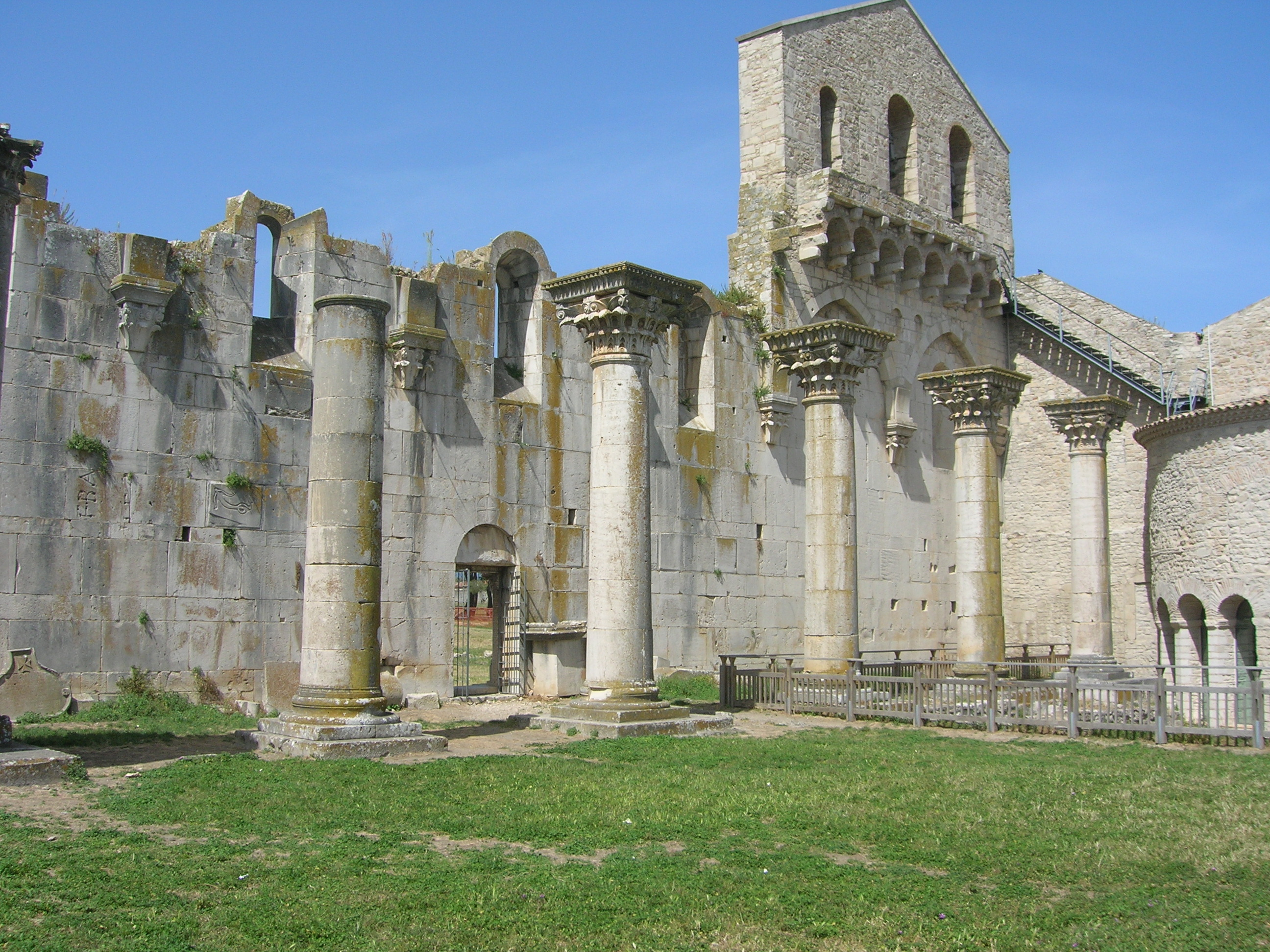
Restos
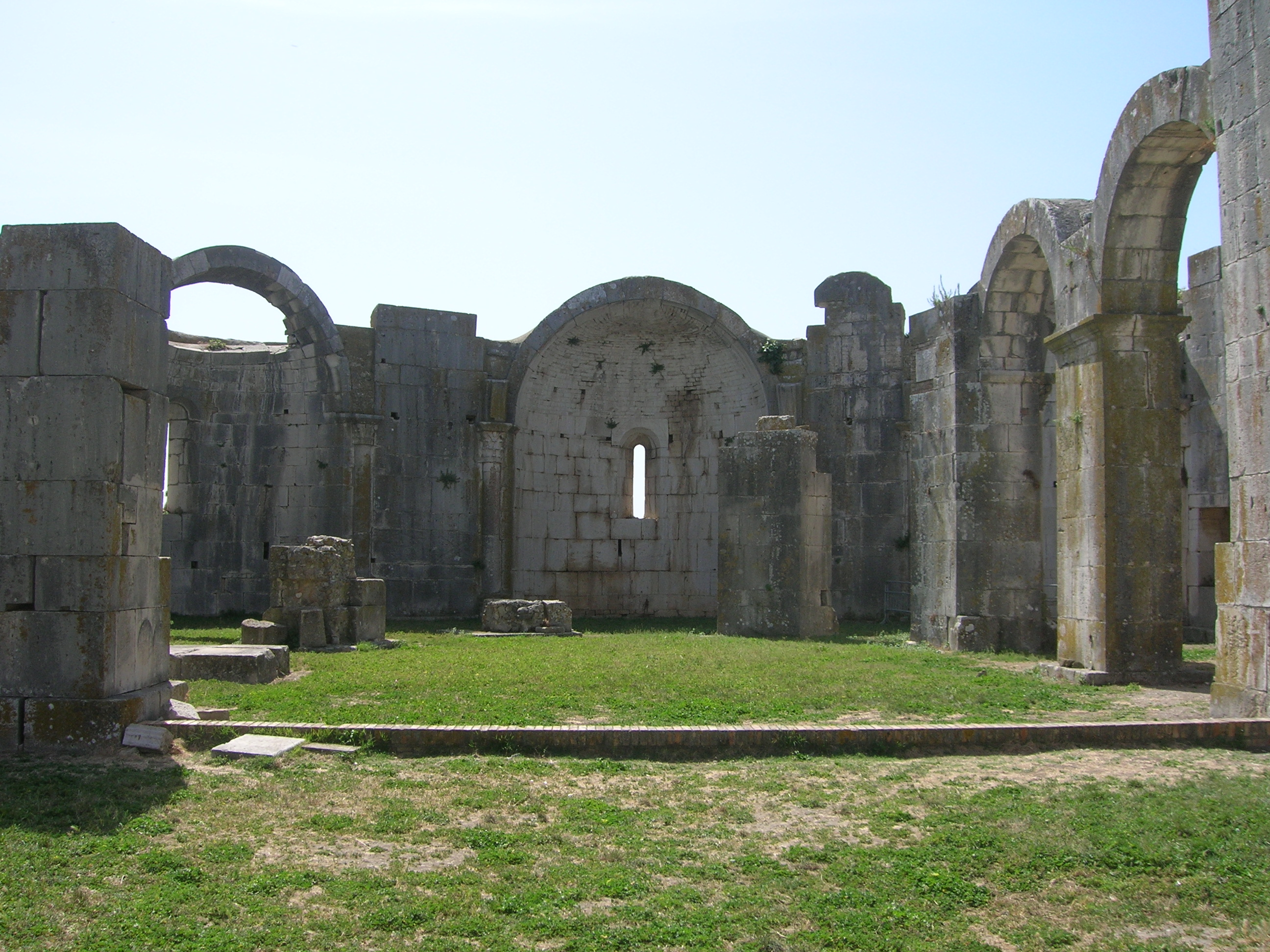
Restos
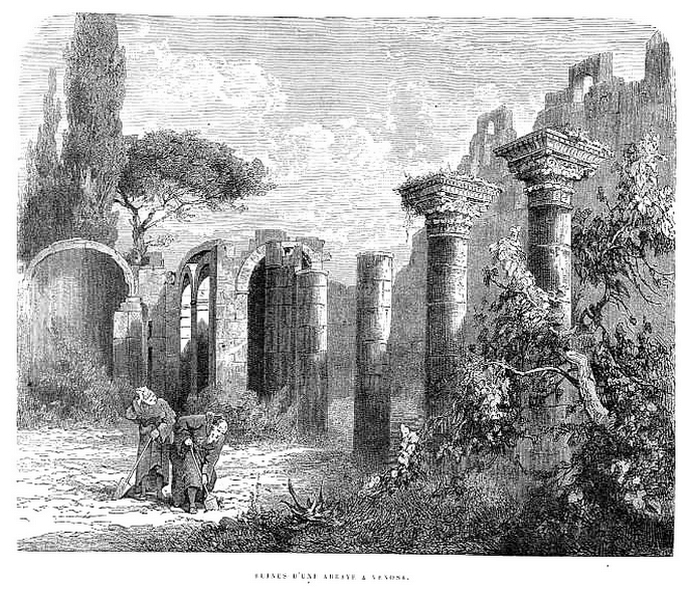
Grabado del siglo XIX que representa las ruinas de la Inconclusa

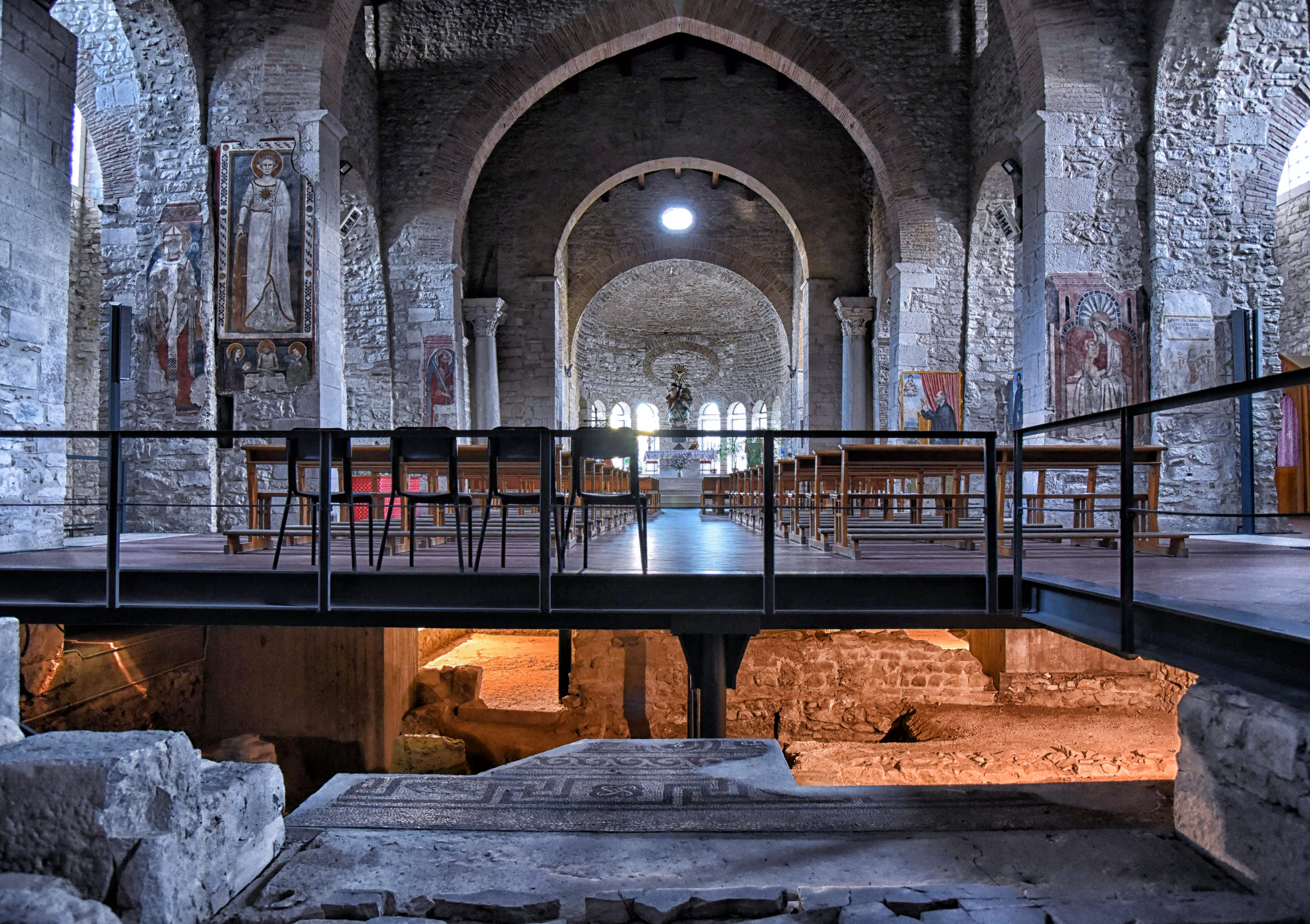
Interior
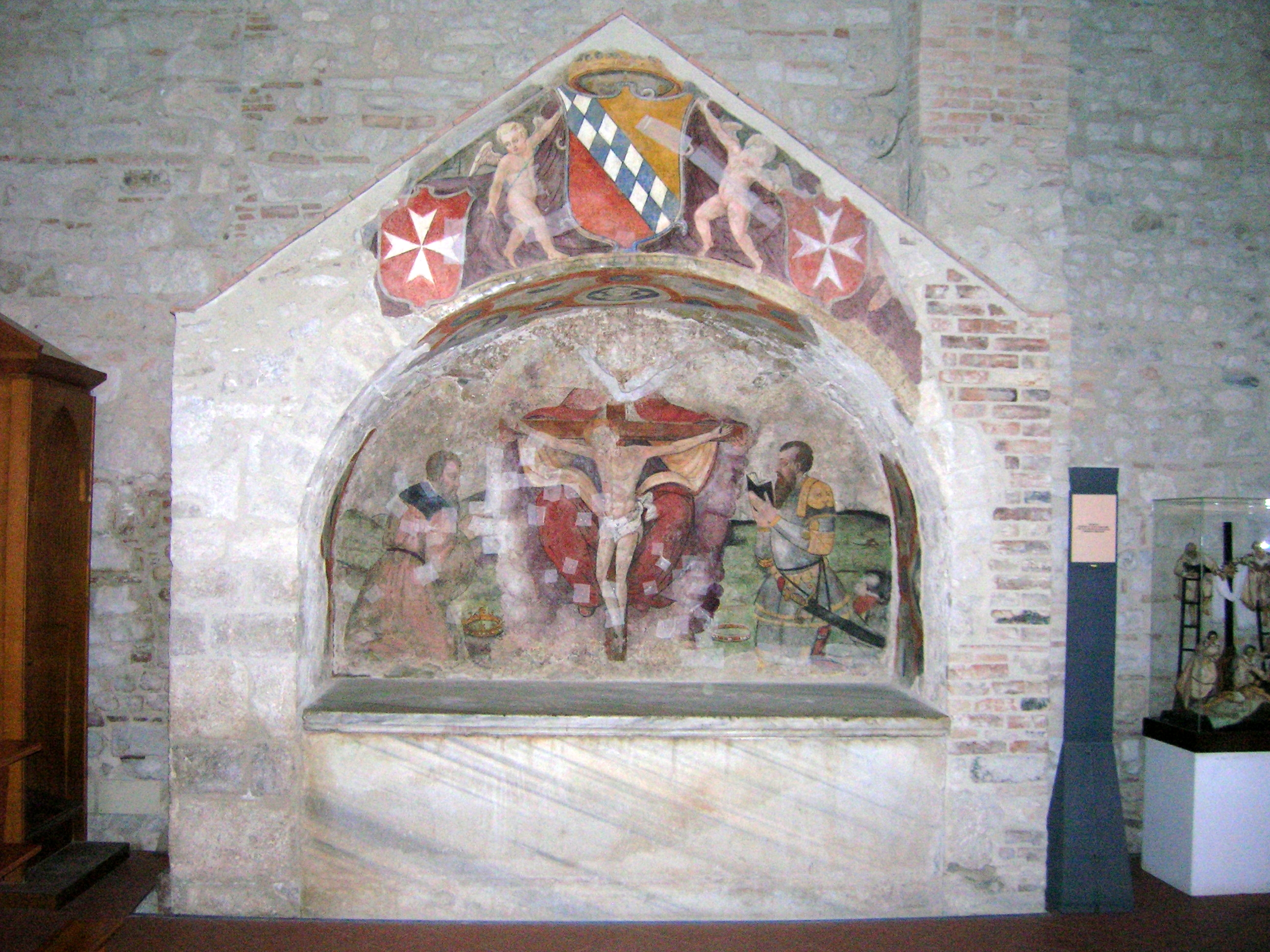
La tumba de los Altavilla
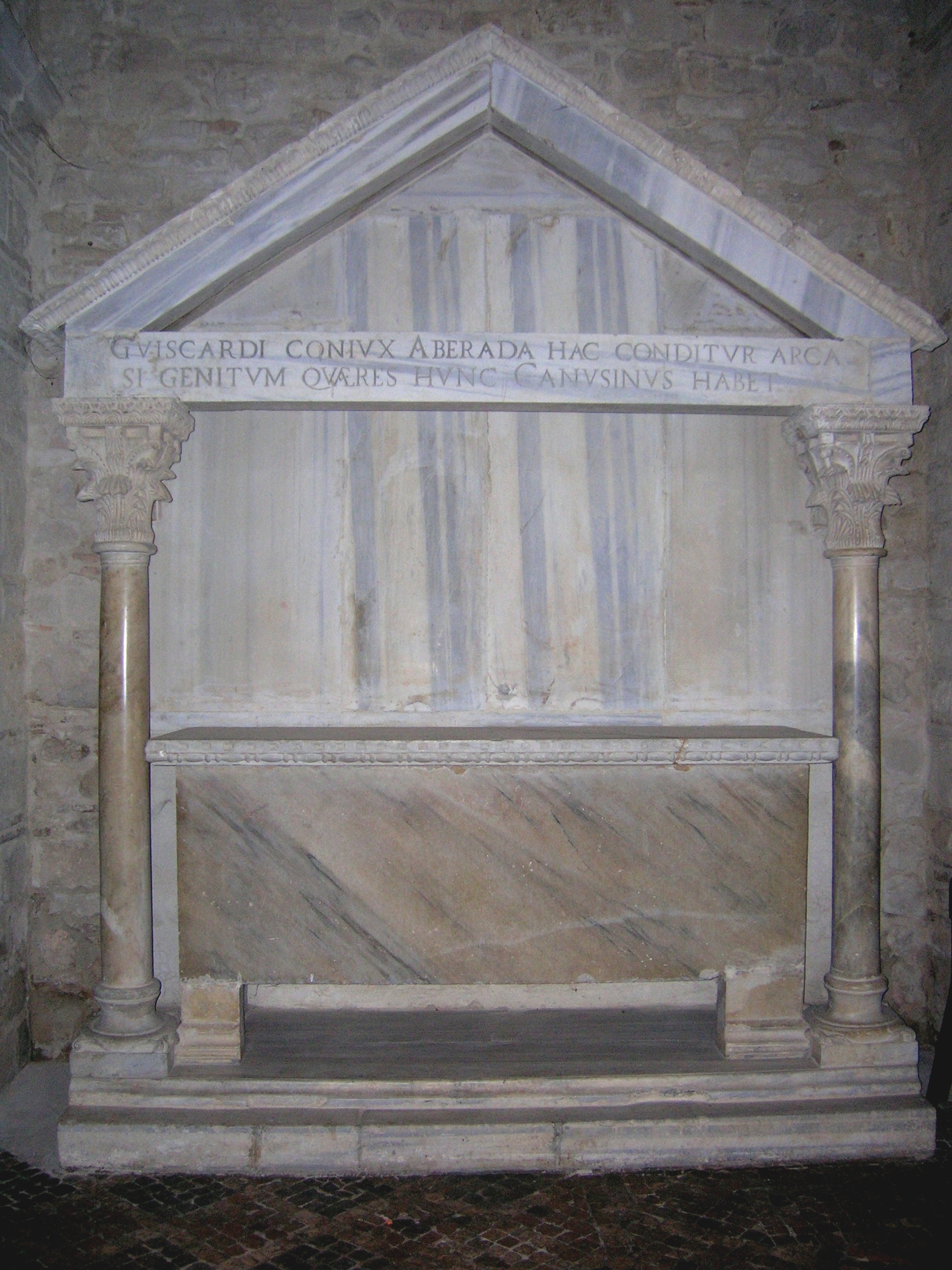
Tumba de Aberada
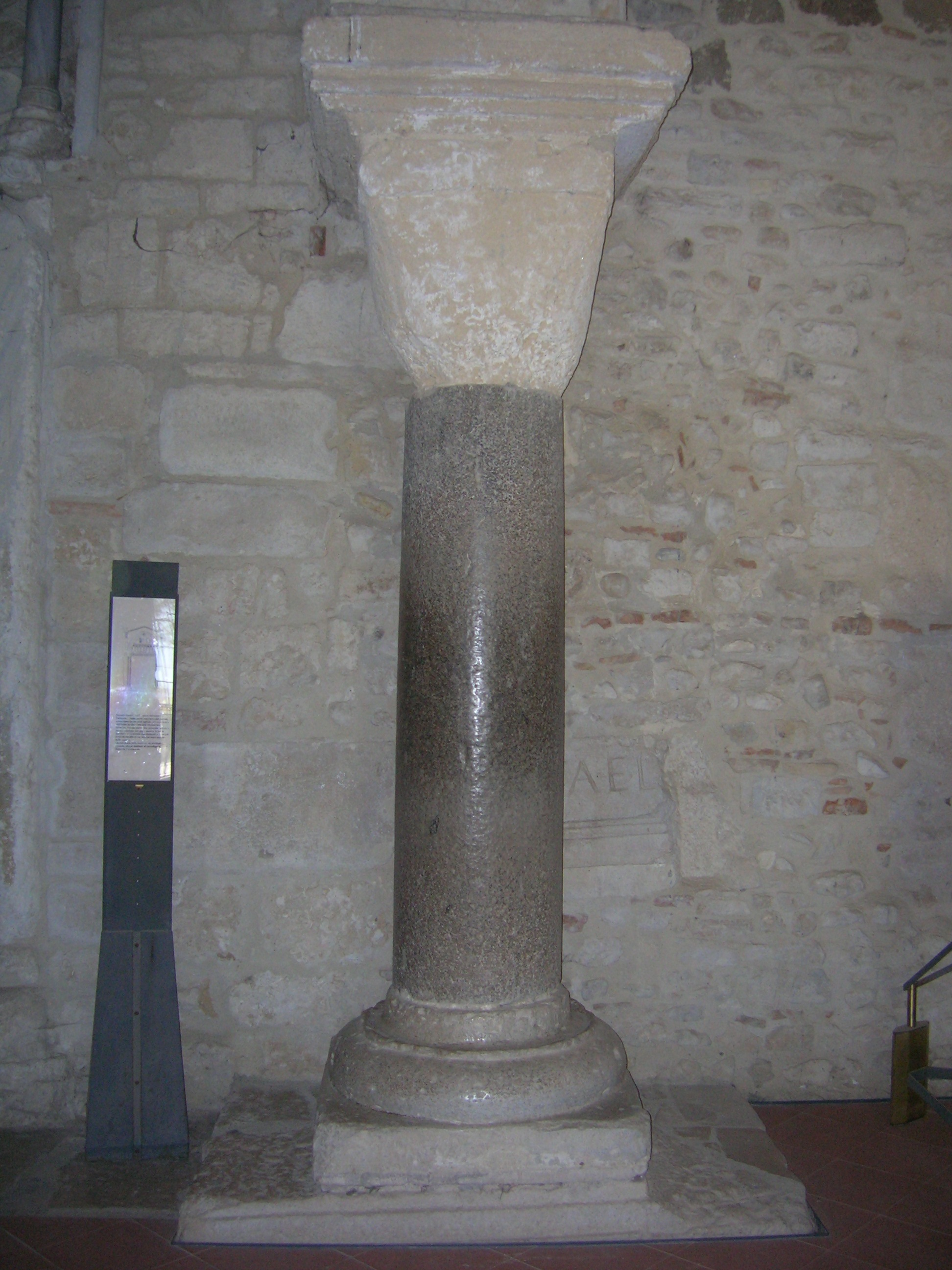
Columna dell'Amicizia
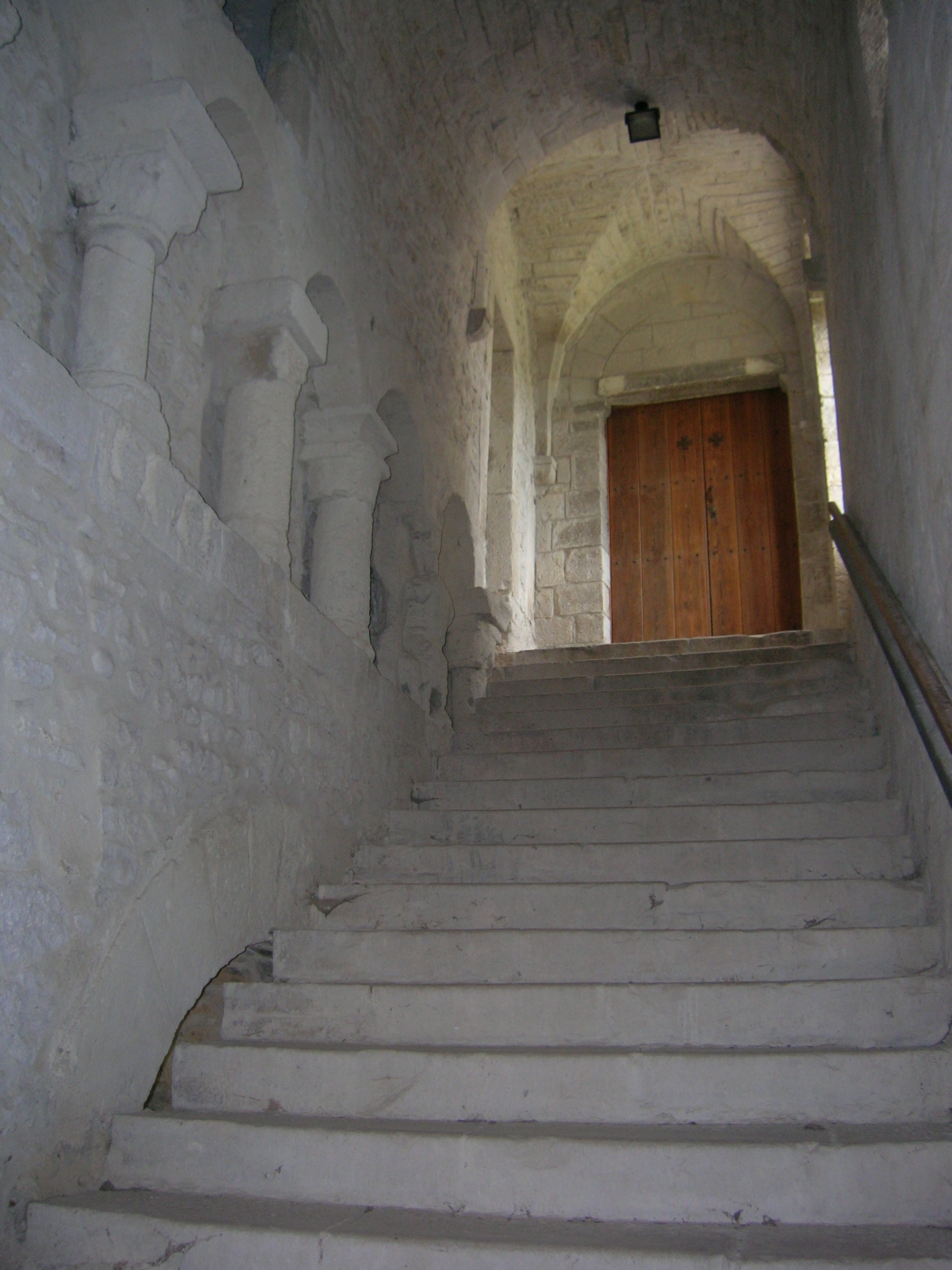
Escalinata hacia el monasterio